# Сиротенко Володимир
Володимир Сироте́нко (псевдоніми Дід Данило, С. Долов, Зуб та інші; нар. 1892, Чернігівщина — пом. 1941) — український прогресивний робітничий поет і художник у США.

## Біографія
Народився у 1892 році на Чернігівщині. Навчався в Київській художній школі. Перед Першою світовою війною виїхав до США, де працював маляром-декоратором, а у 1919—1923 роках виступав як карикатурист і автор гумористично-сатиричних віршів у журналі «Молот» (Нью-Йорк). З 1920 року друкувався в газеті «Українські щоденні вісті». Автор п'єси «Жертви царизму» (1917).
Помер у 1941 році.

## Літратура
- Українська радянська енциклопедія : у 12 т. / гол. ред. М. П. Бажан ; редкол.: О. К. Антонов та ін. — 2-ге вид. — К. : Головна редакція УРЕ, 1974–1985.
- Митці України : Енциклопедичний довідник. / упоряд. : М. Г. Лабінський, В. С. Мурза ; за ред. А. В. Кудрицького. — Київ : «Українська енциклопедія» імені М. П. Бажана, 1992. — С. 529 . — ISBN 5-88500-042-5.